# Paul Reichert
Paul Reichert (* 10. August 1902 in Dömitz; † 20. November 1978 in Hamburg) war ein DDP- und CDU-Politiker sowie Landtagsabgeordneter.

## Leben
Paul Reichert besuchte bis 1914 die Bürgerschule in Dömitz und anschließend das Realgymnasium in Rostock. 1919 bis 1921 absolvierte eine kaufmännische Lehre in Hamburg und war danach als kaufmännischer Angestellter beschäftigt. Nebenher hatte er sich für das Studium der Nationalökonomie an der Hamburger Universität eingeschrieben. 1923 kehrte Reichert zurück nach Dömitz, wo er Angestellter, ab 1937 auch Mitinhaber einer Schifffahrtsspedition wurde. Von 1939 bis 1944 war er in der chemischen Fabrik Dömitz dienstverpflichtet, ab Februar wurde zur Wehrmacht einberufen. Nach Kriegsende leitete Reichert die Nebenstelle Dömitz der Arbeitsgemeinschaft Binnenschifffahrt.
Paul Reichert hatte sich während seiner Lehre bzw. Studiums in Hamburg der Jugendorganisation der DDP angeschlossen. Zeitweise gehörte er dem Vorstand des Reichsbundes der demokratischen Jugendvereinigungen und dem Akademischen Bund, der Organisation der republikanischen Studenten in Hamburg, an. Nach seiner Rückkehr wurde Reichert Vorsitzender der DDP-Ortsgruppe in Dömitz und Mitglied im Landesvorstand der Partei. Als überzeugter Republikaner stand Reichert dem örtlichen Reichsbanner und dem Gewerkschaftsbund der Angestellten vor. In der NS-Zeit unterhielt er Kontakte zu Widerstandsgruppen ehemaliger Demokraten und Sozialdemokraten.
1945 gründete Paul Reichert eine CDU-Ortsgruppe, deren Vorsitz er übernahm. Die CDU vertrat Reichert in der Stadtvertretung, im Kreistag und schließlich nach den Landtagswahlen in der SBZ 1946 auch im Landtag. 1946 wurde er in den Landesvorstand gewählt. Ab dem 15. Januar 1948 arbeitete er im Landwirtschaftsministerium als Abteilungsleiter Wasserwirtschaft. Spätestens seit 1949 rechnete die SED Paul Reichert zu den oppositionellen Kräften, nachdem er im Landtag die einseitige Personalpolitik, Benachteiligungen der CDU, klassenkämpferische Tendenzen in der Justiz und eine Überorganisation des Genossenschaftswesens heftig kritisiert hatte. Im Rahmen der Kampagne der SED gegen CDU-Wirtschaftsminister Siegfried Witte wurden auch gegen Reichert Arbeiterproteste inszeniert. Reichert legte sein Mandat nieder und floh umgehend in die Bundesrepublik, woraufhin ihn die DDR-CDU wegen seiner  Flucht aus der DDR ausschloss.